# Bruck an der Leitha
Bruck an der Leitha (węg. Lajtabruck) – miasto powiatowe w Austrii, w kraju związkowym Dolna Austria, siedziba powiatu Bruck an der Leitha. Leży nad Litawą. Liczy 7698 (1 stycznia 2014).
Historycznym przedmieściem Brucku jest położona za Litawą miejscowość Bruckneudorf (węg. Királyhida), do 1921 roku znajdująca się w granicach Węgier, a obecnie w Burgenlandzie.

## Współpraca
Miejscowość partnerska:
- Bruckmühl, Niemcy